# Episodi di Barnaby Jones (quarta stagione)
La quarta stagione della serie televisiva Barnaby Jones è stata trasmessa in anteprima negli Stati Uniti d'America dalla CBS tra il 19 settembre 1975 e il 18 marzo 1976.
| nº | Titolo originale               | Titolo italiano | Prima TV USA      | Prima TV Italia |
| -- | ------------------------------ | --------------- | ----------------- | --------------- |
| 1  | The Deadly Conspiracy (Part 2) |                 | 19 settembre 1975 |                 |
| 2  | Theater of Fear                |                 | 26 settembre 1975 |                 |
| 3  | The Orchid Killer              |                 | 3 ottobre 1975    |                 |
| 4  | The Price of Terror            |                 | 10 ottobre 1975   |                 |
| 5  | Honeymoon with Death           |                 | 17 ottobre 1975   |                 |
| 6  | The Alpha-Bravo War            |                 | 24 ottobre 1975   |                 |
| 7  | Flight to Danger               |                 | 31 ottobre 1975   |                 |
| 8  | Double Vengeance               |                 | 7 novembre 1975   |                 |
| 9  | Fatal Witness                  |                 | 14 novembre 1975  |                 |
| 10 | Beware the Dog                 |                 | 21 novembre 1975  |                 |
| 11 | Blood Relations                |                 | 28 novembre 1975  |                 |
| 12 | A Taste for Murder             |                 | 4 dicembre 1975   |                 |
| 13 | Final Burial                   |                 | 11 dicembre 1975  |                 |
| 14 | Portrait of Evil               |                 | 18 dicembre 1975  |                 |
| 15 | Dead Heat                      |                 | 1º gennaio 1976   |                 |
| 16 | The Lonely Victims             |                 | 8 gennaio 1976    |                 |
| 17 | Hostage                        |                 | 15 gennaio 1976   |                 |
| 18 | Silent Vendetta                |                 | 29 gennaio 1976   |                 |
| 19 | Shadow of Guilt                |                 | 5 febbraio 1976   |                 |
| 20 | Deadly Reunion                 |                 | 12 febbraio 1976  |                 |
| 21 | Dangerous Gambit               |                 | 26 febbraio 1976  |                 |
| 22 | Wipeout                        |                 | 4 marzo 1976      |                 |
| 23 | The Eyes of Terror             |                 | 11 marzo 1976     |                 |
| 24 | The Stalking Horse             |                 | 18 marzo 1976     |                 |